# Hereweg 92 (Groningen)
Het pand Hereweg 92 in de stad Groningen is een vrijstaand woonhuis in ambachtelijk-traditionele stijl, dat is aangewezen als gemeentelijk monument.

## Beschrijving

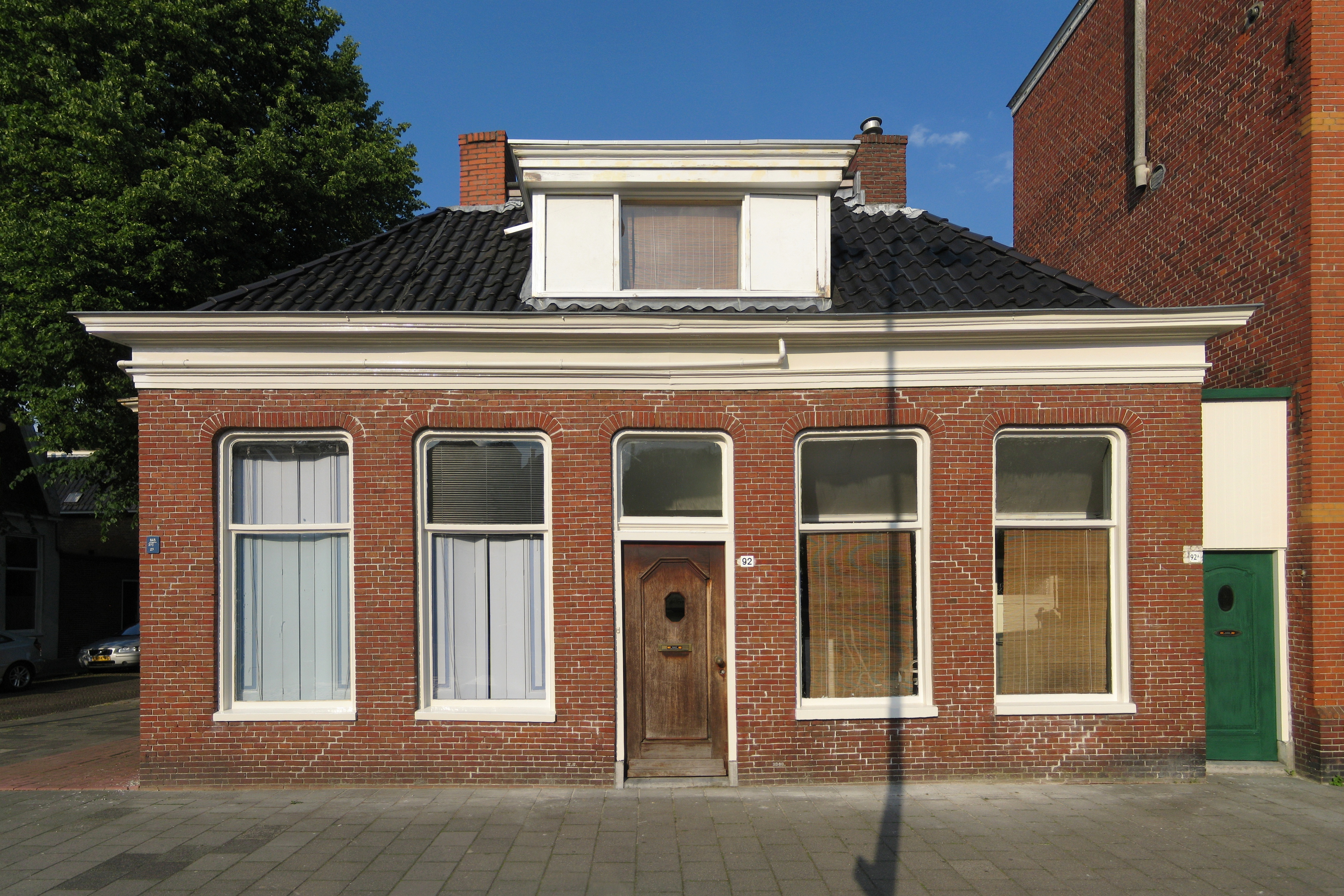
De voorgevel van Hereweg 92 in 2011

Het huis, dat aan de oostzijde van de Hereweg op de zuidelijke hoek met de Willemstraat staat, werd gebouwd in 1868. Door wie het werd ontworpen, is niet bekend. Het pand was geruime tijd in gebruik als dienstwoning voor leidinggevend personeel van de aan de overzijde van de Hereweg gelegen fietsenfabriek Fongers. Het huis is vermoedelijk in 1919 gesplitst in twee woningen, waarbij nummer 92a toegankelijk werd gemaakt via de brandgang aan de zuidzijde. De huidige indeling van het pand kwam tot stand in 1977, toen het ingrijpend is verbouwd. Daarbij werd gedeeltelijk gebruikgemaakt van ouder en van elders afkomstig bouwmateriaal.
Het pand is gebouwd op een nagenoeg vierkant grondplan en bestaat uit één bouwlaag onder een afgeknot schilddak, dat is belegd met Hollandse dakpannen. De vijf traveeën brede voorgevel is symmetrisch ingedeeld en opgetrokken uit met de hand vervaardigde rode baksteen. De gevelopeningen hebben afgeronde bovenhoeken en halfsteens rollagen. In het midden bevindt zich de ingang, waarvan het bovenste gedeelte van het kozijn, het kalf en het bovenlicht uit 1868 stammen. Het deurkozijn en de voordeur dateren uit circa 1925. Op de voordeur, waarin zich een klein ovaal venster bevindt, is een aan de bovenzijde drievoudig omlopende profiellijst aangebracht. Ter weerszijden van de voordeur bevinden zich vlak boven de grond inscripties met de letters H.S. en het jaartal 1868. De vier ramen in de voorgevel hadden oorspronkelijk zesruitsvensters, die later zijn gewijzigd in H-vensters. De gevel wordt aan de bovenzijde afgesloten door een rechte kroonlijst met een geprofileerde gootlijst.
In de achtergevel van het pand bevinden zich niet-originele tuimelramen en een deur, die toegang biedt tot een binnenplaats. De toegangspartij van nummer 92a in de zuidgevel is verbouwd tot venster. De aan de Willemstraat gelegen noordgevel, die ten opzichte van de straat iets teruggerooid is aangelegd, werd bij de verbouwing van 1977 vrijwel geheel vervangen. Ook zijn toen drie dakkapellen aangebracht.
Het pand is als gemeentelijk monument aangewezen, onder meer omdat het huis "het laatst overbleven voorbeeld is van de oudere, eenlaagse bebouwing aan weerszijden van de Hereweg uit de tijd van vóór de ontmanteling van de Vesting (1876)".